# Olivia Cummins
Olivia Cummins (* 6. August 2003 in Fort Collins, Colorado) ist eine US-amerikanische Radrennfahrerin, die auf Straße und Bahn aktiv ist.

## Sportlicher Werdegang
Cummins stammt aus Grand Junction in Colorado. Sie fing bereits im Alter von fünf Jahren mit Radrennen an. 2018, noch vor ihrem 15. Geburtstag, war sie Mitglied des Teams, das die Mannschaftsverfolgung bei den US-Junioren-Meisterschaften gewann; im Jahr darauf wiederholte sie den Erfolg mit anderen Partnern. 2021, mit 18 Jahren, gewann sie die Junioren-Meisterschaften im Einzelzeitfahren auf der Straße.
2022 fuhr Cummins hauptsächlich mit dem Team LUX Cycling Straßenrennen in Nordamerika und Europa; sie erzielte Top-10-Plätze in einer Etappe des Joe Martin Stage Race sowie im belgischen MerXem Classic. Seit 2023 fährt sie für das US-amerikanischen Kontinentalteam DNA Pro Cycling, zugleich studiert sie Psychologie an der Colorado Mesa University.
2024 erzielte Cummins ihren bislang größten Erfolg als Mitglied des US-Teams, das die Mannschaftsverfolgung bei den Panamerika-Meisterschaften gewann. Sie wurde vom amerikanischen Verband für die Olympischen Spiele 2024 nominiert, kam aber letztlich nicht zum Einsatz.

## Erfolge
2018
 US-Meisterin (Junioren) – Mannschaftsverfolgung (mit Mckenzie Steiner, Sawyer Taylor und Bridget Tooley)
2019
 US-Meisterin (Junioren) – Mannschaftsverfolgung (mit Megan Jastrab, Zoe Ta-Perez und Makayla MacPherson)
2021
 US-Meisterin (Junioren) – Einzelzeitfahren
2022
 Panamerika-Meisterschaften – Mannschaftsverfolgung (mit Colleen Gulick, Chloe Patrick und Zoe Ta-Perez)
2024
 Panamerika-Meisterin – Mannschaftsverfolgung (mit Colleen Gulick, Emily Ehrlich und Bethany Ingram)
 Panamerika-Meisterschaften – Einerverfolgung
2025
 Panamerika-Meisterin – Mannschaftsverfolgung (mit Bethany Ingram, Reagen Pattishall und Emily Ehrlich)